# Эффект Вигнера
Эффект Вигнера — физический эффект накопления энергии в твёрдом теле при облучении нейтронами из-за смещения атомов из своих нормальных положений кристаллической решётки в конфигурации с более высокой потенциальной энергией. Количество накопленной энергии зависит от потока нейтронов, времени облучения и температуры. Эффект назван по имени первооткрывателя, венгерско-американского физика Юджина Вигнера, в 1940 годах при работе в Манхэттенском проекте обнаружившего, что в первых реакторах с графитным замедлителем графит склонен к распуханию в нейтронном излучении. Такое накопление изменяет кристаллическую решетку графита и его общие параметры как замедлителя, поэтому эффект стал серьёзной проблемой для реакторов Хэнфордского комплекса в послевоенный период и привёл к сокращению производства и полной остановке реактора. Впоследствии был найден способ восстановления свойств графита путём контролируемого нагрева и отжига, при котором происходит рекристаллизация с высвобождением накопленной энергии Вигнера.
Нарушения технологии при отжиге облучённого нейтронами графитового замедлителя стали причиной радиационной аварии в Уиндскейле в 1957 году.